# Lijst van wiskundige symbolen
Deze lijst van wiskundige symbolen bevat de verklaring van een aantal wiskundige symbolen.
Bij elk symbool wordt de naam en de wijze van uitspreken vermeld. Bovendien is een informele definitie en een voorbeeld toegevoegd. De lijst is niet uitputtend.

## Symbolen per toepassingsgebied
| Symbolen die in alle deelgebieden van de wiskunde gebruikt worden. | Symbolen die in alle deelgebieden van de wiskunde gebruikt worden.          | Symbolen die in alle deelgebieden van de wiskunde gebruikt worden. | Symbolen die in alle deelgebieden van de wiskunde gebruikt worden. |
| (HTML)                                                             | (TeX)                                                                       | Naam | Uitgesproken als                                                   |
| ------------------------------------------------------------------ | --------------------------------------------------------------------------- | --- | ------------------------------------------------------------------ |
| =                                                                  | {\displaystyle =}                                                           | Gelijkheid | is gelijk aan                                                      |
| =                                                                  | {\displaystyle =}                                                           | {\displaystyle x=y} betekent: {\displaystyle x} en {\displaystyle y} zijn verschillende namen voor hetzelfde, of ze hebben dezelfde waarde. |                                                                    |
| =                                                                  | {\displaystyle =}                                                           | {\displaystyle 1+2=6-3} |                                                                    |
| ≠                                                                  | {\displaystyle \neq }                                                       | Ongelijkheid | is ongelijk aan                                                    |
| ≠                                                                  | {\displaystyle \neq }                                                       | {\displaystyle x\neq y} betekent: {\displaystyle x} en {\displaystyle y} hebben niet dezelfde waarde. |                                                                    |
| ≠                                                                  | {\displaystyle \neq }                                                       | {\displaystyle 1+2\neq 6} |                                                                    |
| +                                                                  | {\displaystyle +}                                                           | Binair (tussen twee waarden): optelling Unair (voor een waarde): positief getal | plus                                                               |
| +                                                                  | {\displaystyle +}                                                           | Geeft aan dat twee waarden bij elkaar worden opgeteld, of geeft expliciet aan dat een getal positief is. |                                                                    |
| +                                                                  | {\displaystyle +}                                                           | {\displaystyle 1+2+8=11\qquad V_{\mathrm {min} }=+1{,}2\,{\text{V}}} |                                                                    |
| −                                                                  | {\displaystyle -}                                                           | Binair (tussen twee waarden): aftrekking Unair (voor een waarde): tegengestelde | min(us)                                                            |
| −                                                                  | {\displaystyle -}                                                           | Geeft aan dat twee waarden van elkaar worden afgetrokken, of geeft een negatief getal of een tegengestelde aan. |                                                                    |
| −                                                                  | {\displaystyle -}                                                           | {\displaystyle 1+2-8=-5;\qquad T_{\text{min}}=-5^{\circ }{\text{C}}} |                                                                    |
| ±                                                                  | {\displaystyle \pm }                                                        | Optelling of aftrekking | plus of min(us), plusminus                                         |
| ±                                                                  | {\displaystyle \pm }                                                        | Geeft aan dat een getal zowel opgeteld als afgetrokken kan worden (of positief dan wel negatief kan zijn). |                                                                    |
| ±                                                                  | {\displaystyle \pm }                                                        | {\displaystyle {-b\pm {\sqrt {b^{2}-4ac}}} \over {2a}}; {\displaystyle \qquad p=\pm 5} |                                                                    |
| × ·                                                                | {\displaystyle \times } {\displaystyle \cdot }                              | Vermenigvuldiging | maal of keer                                                       |
| × ·                                                                | {\displaystyle \times } {\displaystyle \cdot }                              | Vaak wordt het teken geheel weggelaten. Een kruisje wordt op scholen onderwezen maar wordt door wiskundigen niet gebruikt. Bij het vermenigvuldigen van vectoren geeft het kruisje het kruisproduct aan en de vermenigvuldigingspunt het inwendig product. |                                                                    |
| × ·                                                                | {\displaystyle \times } {\displaystyle \cdot }                              | {\displaystyle 3\times 5=15;\quad 3\cdot 5=15} {\displaystyle 4ab} |                                                                    |
| : / − ÷                                                            | a : b {\displaystyle a/b} {\displaystyle a \over b} {\displaystyle a\div b} | Deling | gedeeld door                                                       |
| : / − ÷                                                            | a : b {\displaystyle a/b} {\displaystyle a \over b} {\displaystyle a\div b} | Een dubbele punt wordt op Europese scholen onderwezen, maar wordt door wiskundigen niet gebruikt. Het teken {\displaystyle \div } wordt op Amerikaanse scholen onderwezen, maar is in Europa nauwelijks bekend. |                                                                    |
| : / − ÷                                                            | a : b {\displaystyle a/b} {\displaystyle a \over b} {\displaystyle a\div b} | {\displaystyle 6:3=2;\quad 6/3=2} |                                                                    |
| := :⇔                                                              | {\displaystyle :=} {\displaystyle :\Leftrightarrow }                        | Definitie | is gedefinieerd als                                                |
| := :⇔                                                              | {\displaystyle :=} {\displaystyle :\Leftrightarrow }                        | {\displaystyle x:=y} betekent: {\displaystyle x} kan voortaan in plaats van {\displaystyle y} geschreven worden. {\displaystyle P:\Leftrightarrow Q} betekent: {\displaystyle P} is per definitie logisch gelijkwaardig met {\displaystyle Q}. |                                                                    |
| := :⇔                                                              | {\displaystyle :=} {\displaystyle :\Leftrightarrow }                        | Hyperbolische functie: {\displaystyle \cosh(x):={\tfrac {1}{2}}(e^{x}+e^{-x})} Exclusieve disjunctie: {\displaystyle A\,\mathrm {xor} \,B:\Leftrightarrow (A\lor B)\land \neg (A\land B)} |                                                                    |
| ( ) [ ] { }                                                        | {\displaystyle (\,)} {\displaystyle [\,]} {\displaystyle \{\,\}}            | functietoepassing; groepering |                                                                    |
| ( ) [ ] { }                                                        | {\displaystyle (\,)} {\displaystyle [\,]} {\displaystyle \{\,\}}            | {\displaystyle f(x)} betekent: De waarde die de functie {\displaystyle f} heeft voor het argument {\displaystyle x}. Groepering: De bewerking tussen de haakjes eerst uitvoeren. |                                                                    |
| ( ) [ ] { }                                                        | {\displaystyle (\,)} {\displaystyle [\,]} {\displaystyle \{\,\}}            | Als {\displaystyle f(x):=x^{2}}, is {\displaystyle f(3)=3^{2}=9} {\displaystyle (8/4)/2=2/2=1}, maar {\displaystyle 8/(4/2)=8/2=4} |                                                                    |
| →                                                                  | {\displaystyle \to }                                                        | functie- of afbeeldingspijl | van .. naar                                                        |
| →                                                                  | {\displaystyle \to }                                                        | {\displaystyle f:X\to Y} betekent: De functie {\displaystyle f} beeldt de verzameling {\displaystyle X} af in de verzameling {\displaystyle Y}. |                                                                    |
| →                                                                  | {\displaystyle \to }                                                        | Voor de functie {\displaystyle f} met functiewaarde {\displaystyle f(x):=x^{2}} die de verzameling {\displaystyle \mathbb {Z} } afbeeldt in de verzameling {\displaystyle \mathbb {N} }, schrijft men {\displaystyle f:\mathbb {Z} \to \mathbb {N} }. |                                                                    |
| ↦                                                                  | {\displaystyle \mapsto }                                                    | beeldpijl | wordt afgebeeld op                                                 |
| ↦                                                                  | {\displaystyle \mapsto }                                                    | {\displaystyle x\mapsto f(x)} is een andere notatie voor de functie {\displaystyle f}, die het argument {\displaystyle x} afbeeldt op {\displaystyle f(x)}. |                                                                    |
| ↦                                                                  | {\displaystyle \mapsto }                                                    | De functie {\displaystyle f} met functiewaarde {\displaystyle f(x):=x^{2}} kan ook geschreven worden als {\displaystyle f\colon x\mapsto x^{2}}. |                                                                    |
| Symbolen uit de propositielogica.                                  |                                                                             | |                                                                    |
| (HTML)                                                             | (TeX)                                                                       | Naam | Uitgesproken als                                                   |
| ⇒                                                                  | {\displaystyle \Rightarrow }                                                | Implicatie | impliceert; als ... geldt, dan geldt ook ...; uit ... volgt ...    |
| ⇒                                                                  | {\displaystyle \Rightarrow }                                                | {\displaystyle A\Rightarrow B} betekent: als {\displaystyle A} waar is, dan is {\displaystyle B} ook waar (Let op: als {\displaystyle A} onwaar is, dan is over {\displaystyle B} niets bekend). In plaats van {\displaystyle \Rightarrow } gebruikt men ook {\displaystyle \to } |                                                                    |
| ⇒                                                                  | {\displaystyle \Rightarrow }                                                | {\displaystyle (x=2)\Rightarrow (x^{2}=4)} is waar, maar als {\displaystyle x\neq 2}, is niets over {\displaystyle x^{2}=4} te zeggen; het kan waar zijn, als bijvoorbeeld {\displaystyle x=-2}, maar in alle andere gevallen is het onwaar. |                                                                    |
| ⇔                                                                  | {\displaystyle \Leftrightarrow }                                            | Gelijkwaardigheid | dan en slechts dan                                                 |
| ⇔                                                                  | {\displaystyle \Leftrightarrow }                                            | {\displaystyle A\Leftrightarrow B} betekent: als {\displaystyle A} waar is, dan is {\displaystyle B} ook waar , en als {\displaystyle A} onwaar is, dan is ook {\displaystyle B} onwaar. |                                                                    |
| ⇔                                                                  | {\displaystyle \Leftrightarrow }                                            | {\displaystyle (x+5=y+2)\Leftrightarrow (x+3=y)} |                                                                    |
| ∧                                                                  | {\displaystyle \land }                                                      | Conjunctie | en                                                                 |
| ∧                                                                  | {\displaystyle \land }                                                      | {\displaystyle A\land B} is waar, als {\displaystyle A} waar is én {\displaystyle B} waar is; anders onwaar. |                                                                    |
| ∧                                                                  | {\displaystyle \land }                                                      | Voor {\displaystyle n=3} geldt: {\displaystyle (n<4)\land (n>2)}. |                                                                    |
| ∨                                                                  | {\displaystyle \lor }                                                       | Disjunctie | of                                                                 |
| ∨                                                                  | {\displaystyle \lor }                                                       | {\displaystyle A\lor B} is waar, als {\displaystyle A} waar is of {\displaystyle B} waar is (of beide); als geen van beide waar zijn, is de uitspraak onwaar. |                                                                    |
| ∨                                                                  | {\displaystyle \lor }                                                       | Voor {\displaystyle n\neq 3} geldt: {\displaystyle (n\geq 4)\lor (n\leq 2)}. |                                                                    |
| ⩒ of ⨁                                                             | {\displaystyle {\dot {\vee }}} of {\displaystyle \oplus }                   | Uitsluitende of | óf ... óf (XOR)                                                    |
| ⩒ of ⨁                                                             | {\displaystyle {\dot {\vee }}} of {\displaystyle \oplus }                   | {\displaystyle A\oplus B} is waar als óf {\displaystyle A} waar is, óf {\displaystyle B}, maar niet allebei; als {\displaystyle A} en {\displaystyle B} beide waar zijn, is de uitspraak onwaar. |                                                                    |
| ⩒ of ⨁                                                             | {\displaystyle {\dot {\vee }}} of {\displaystyle \oplus }                   | Als {\displaystyle n\neq 4,\,n\neq 5,\,n\neq 6}, dan is {\displaystyle (n\geq 4)\oplus (n\leq 6)} |                                                                    |
| ¬ /                                                                | {\displaystyle \neg }                                                       | ontkenning, negatie | niet                                                               |
| ¬ /                                                                | {\displaystyle \neg }                                                       | {\displaystyle \neg A} is waar, dan en slechts dan als {\displaystyle A} onwaar is. Een streep boven een formuledeel betekent hetzelfde als wanneer er een {\displaystyle \neg } vóór gezet wordt. |                                                                    |
| ¬ /                                                                | {\displaystyle \neg }                                                       | {\displaystyle \neg (\pi \in \mathbb {N} )}, ook {\displaystyle {\overline {\pi \in \mathbb {N} }}}; {\displaystyle \quad {\overline {A\land B}}\Leftrightarrow {\overline {A}}\lor {\overline {B}}} |                                                                    |
| Symbolen uit de predicatenlogica.                                  |                                                                             | |                                                                    |
| (HTML)                                                             | (TeX)                                                                       | Naam | Uitgesproken als                                                   |
| ∀                                                                  | {\displaystyle \forall }                                                    | al- of universele kwantor | voor alle .. geldt                                                 |
| ∀                                                                  | {\displaystyle \forall }                                                    | {\displaystyle \forall x:P(x)} betekent: {\displaystyle P(x)} is waar voor alle {\displaystyle x}. |                                                                    |
| ∀                                                                  | {\displaystyle \forall }                                                    | {\displaystyle \forall n\in \mathbb {N} :n^{2}\geq n} |                                                                    |
| ∃                                                                  | {\displaystyle \exists }                                                    | Existentie- of existentiële kwantor | er bestaat een .. zodat geldt ..                                   |
| ∃                                                                  | {\displaystyle \exists }                                                    | {\displaystyle \exists x:P(x)} betekent: Er bestaat een {\displaystyle x} waarvoor {\displaystyle P(x)} waar is. |                                                                    |
| ∃                                                                  | {\displaystyle \exists }                                                    | {\displaystyle \exists n\in \mathbb {N} :n+5=2n} |                                                                    |
| ∃                                                                  | {\displaystyle \exists }                                                    | {\displaystyle \exists !} betekent: Er bestaat precies één ... |                                                                    |
| ∃                                                                  | {\displaystyle \exists }                                                    | {\displaystyle \exists !\,n\in \mathbb {N} :n^{2}=9} |                                                                    |
| Symbolen uit de verzamelingenleer.                                 |                                                                             | |                                                                    |
| (HTML)                                                             | (TeX)                                                                       | Naam | Uitgesproken als                                                   |
| { , }                                                              | {\displaystyle \{,\}}                                                       | Verzamelingaccolades | de verzameling van ...                                             |
| { , }                                                              | {\displaystyle \{,\}}                                                       | {\displaystyle \{a,b,c\}} betekent: de verzameling bestaande uit de elementen {\displaystyle a,\,b} en {\displaystyle c}. |                                                                    |
| { , }                                                              | {\displaystyle \{,\}}                                                       | {\displaystyle \mathbb {N} =\{0,1,2,\ldots \}} |                                                                    |
| { : } { \| }                                                       | {\displaystyle \{:\}} {\displaystyle \{\|\}}                                | verzameling | de verzameling van alle ... waarvoor geldt ...                     |
| { : } { \| }                                                       | {\displaystyle \{:\}} {\displaystyle \{\|\}}                                | {\displaystyle \{x:P(x)\}} of {\displaystyle \{x\mid P(x)\}} betekent: de verzameling van alle {\displaystyle x} die voldoen aan {\displaystyle P(x)}. |                                                                    |
| { : } { \| }                                                       | {\displaystyle \{:\}} {\displaystyle \{\|\}}                                | {\displaystyle \{x\in A:P(x)\}} of {\displaystyle \{x\in A\mid P(x)\}} betekent: de deelverzameling van {\displaystyle A} van alle elementen {\displaystyle x} die voldoen aan {\displaystyle P(x)}. |                                                                    |
| { : } { \| }                                                       | {\displaystyle \{:\}} {\displaystyle \{\|\}}                                | {\displaystyle \{n\in \mathbb {N} :n^{2}<20\}=\{0,1,2,3,4\}} |                                                                    |
| ∅ {}                                                               | {\displaystyle \varnothing ,\ \emptyset } {\displaystyle \{\}}              | lege verzameling | de lege verzameling                                                |
| ∅ {}                                                               | {\displaystyle \varnothing ,\ \emptyset } {\displaystyle \{\}}              | {\displaystyle \varnothing }, {\displaystyle \emptyset } of {\displaystyle \{\}} betekent: de verzameling zonder elementen. |                                                                    |
| ∅ {}                                                               | {\displaystyle \varnothing ,\ \emptyset } {\displaystyle \{\}}              | {\displaystyle \{n\in \mathbb {N} :1<n^{2}<4\}=\varnothing } |                                                                    |
| ∈                                                                  | {\displaystyle \in }                                                        | element van... | zit in .. ; is een element van ..                                  |
| ∈                                                                  | {\displaystyle \in }                                                        | {\displaystyle a\in A} betekent: {\displaystyle a} is een element van de verzameling {\displaystyle A}. {\displaystyle a\notin A} betekent: {\displaystyle a} is geen element van {\displaystyle A}. |                                                                    |
| ∈                                                                  | {\displaystyle \in }                                                        | {\displaystyle 3\in \mathbb {N} ;\quad -3\notin \mathbb {N} } |                                                                    |
| ⊆ ⊂                                                                | {\displaystyle \subseteq } {\displaystyle \subset }                         | deelverzameling | is een deelverzameling van                                         |
| ⊆ ⊂                                                                | {\displaystyle \subseteq } {\displaystyle \subset }                         | {\displaystyle A\subseteq B} betekent: de verzameling {\displaystyle A} is een deelverzameling van de verzameling {\displaystyle B}, d.w.z.: elk element van {\displaystyle A} is ook een element van {\displaystyle B}. Dit wordt ook wel genoteerd als {\displaystyle A\subset B}, maar andere auteurs bedoelen met {\displaystyle A\subset B} dat {\displaystyle A} een echte deelverzameling is van {\displaystyle B}, d.w.z.: {\displaystyle A\subseteq B} en {\displaystyle A\neq B} en {\displaystyle A\neq \varnothing }.                                                                                     |                                                                    |
| ⊆ ⊂                                                                | {\displaystyle \subseteq } {\displaystyle \subset }                         | {\displaystyle (A\cap B)\subseteq A;\quad \mathbb {Q} \subset \mathbb {R} } |                                                                    |
| ∪                                                                  | {\displaystyle \cup }                                                       | vereniging | vereniging van .. en ..                                            |
| ∪                                                                  | {\displaystyle \cup }                                                       | {\displaystyle A\cup B} betekent: de vereniging van de verzamelingen {\displaystyle A} en {\displaystyle B}, d.w.z.: de verzameling die alle elementen bevat die in {\displaystyle A} of in {\displaystyle B} zitten. |                                                                    |
| ∪                                                                  | {\displaystyle \cup }                                                       | Als {\displaystyle A\subseteq B}, is {\displaystyle A\cup B=B} |                                                                    |
| ∩                                                                  | {\displaystyle \cap }                                                       | doorsnede | doorsnede van .. en ..                                             |
| ∩                                                                  | {\displaystyle \cap }                                                       | {\displaystyle A\cap B} betekent: de doorsnede van de verzamelingen {\displaystyle A} en {\displaystyle B}, d.w.z.: de verzameling die alle elementen bevat die zowel in {\displaystyle A} als in {\displaystyle B} zitten. |                                                                    |
| ∩                                                                  | {\displaystyle \cap }                                                       | {\displaystyle \{x\in \mathbb {R} :x^{2}=1\}\cap \mathbb {N} =\{1\}} |                                                                    |
| \                                                                  | {\displaystyle \setminus }                                                  | verschilverzameling | minus; zonder                                                      |
| \                                                                  | {\displaystyle \setminus }                                                  | {\displaystyle A\setminus B} betekent: de verzameling van alle elementen uit {\displaystyle A} die niet in {\displaystyle B} zitten. |                                                                    |
| \                                                                  | {\displaystyle \setminus }                                                  | {\displaystyle \{1,2,3,4\}\setminus \{3,4,5,6\}=\{1,2\}} |                                                                    |
| ×                                                                  | {\displaystyle \times }                                                     | Cartesisch product | maal                                                               |
| ×                                                                  | {\displaystyle \times }                                                     | {\displaystyle A\times B} is de verzameling van alle geordende paren {\displaystyle (a,b)}, waarvan {\displaystyle a\in A} en {\displaystyle b\in B}. |                                                                    |
| ×                                                                  | {\displaystyle \times }                                                     | {\displaystyle \{a_{1},a_{2}\}\times \{b_{1},b_{2}\}=\{(a_{1},b_{1}),(a_{1},b_{2}),(a_{2},b_{1}),(a_{2},b_{2})\}} |                                                                    |
| P(X)                                                               | {\displaystyle {\mathcal {P}}\left(X\right)} {\displaystyle 2^{X}}          | machtsverzameling | verzameling van deelverzamelingen                                  |
| P(X)                                                               | {\displaystyle {\mathcal {P}}\left(X\right)} {\displaystyle 2^{X}}          | {\displaystyle {\mathcal {P}}\left(X\right)} of {\displaystyle 2^{X}} is de verzameling van alle deelverzamelingen van {\displaystyle X}. |                                                                    |
| P(X)                                                               | {\displaystyle {\mathcal {P}}\left(X\right)} {\displaystyle 2^{X}}          | Als {\displaystyle {\mathcal {P}}{\big (}\{1,2,3\}{\big )}={\big \{}\{\},\{1\},\{2\},\{3\},\{1,2\}\{1,3\},\{2,3\},\{1,2,3\}{\big \}}} |                                                                    |
| \| \|                                                              | {\displaystyle \|\|}                                                        | kardinaliteit | aantal elementen van ..                                            |
| \| \|                                                              | {\displaystyle \|\|}                                                        | {\displaystyle \|A\|} betekent de kardinaliteit van de verzameling A. Bij eindige verzamelingen is dat het aantal elementen in de verzameling. |                                                                    |
| \| \|                                                              | {\displaystyle \|\|}                                                        | {\displaystyle \|\{1,2,7\}\|=3} |                                                                    |
| Symbolen die bepaalde verzamelingen van getallen aanduiden.        |                                                                             | |                                                                    |
| (HTML)                                                             | (TeX)                                                                       | Naam | Uitgesproken als                                                   |
| N of ℕ                                                             | {\displaystyle \mathbb {N} }                                                | Natuurlijke getallen | N                                                                  |
| N of ℕ                                                             | {\displaystyle \mathbb {N} }                                                | {\displaystyle \mathbb {N} } betekent de verzameling natuurlijke getallen {\displaystyle \{0,1,2,3,\ldots \}} of {\displaystyle \{1,2,3,\ldots \}}, afhankelijk van de context, en moet dus in elk boek en artikel dat eraan refereert gedefinieerd worden. |                                                                    |
| N of ℕ                                                             | {\displaystyle \mathbb {N} }                                                | {\displaystyle 3\in \mathbb {N} } |                                                                    |
| Z of ℤ                                                             | {\displaystyle \mathbb {Z} }                                                | Gehele getallen | Z                                                                  |
| Z of ℤ                                                             | {\displaystyle \mathbb {Z} }                                                | {\displaystyle \mathbb {Z} } betekent: de verzameling gehele getallen {\displaystyle \{\ldots ,-3,-2,-1,0,1,2,3,\ldots \}}. |                                                                    |
| Z of ℤ                                                             | {\displaystyle \mathbb {Z} }                                                | {\displaystyle -3\in \mathbb {Z} ;\quad {\tfrac {1}{3}}\notin \mathbb {Z} } |                                                                    |
| Q of ℚ                                                             | {\displaystyle \mathbb {Q} }                                                | Rationale getallen | Q                                                                  |
| Q of ℚ                                                             | {\displaystyle \mathbb {Q} }                                                | {\displaystyle \mathbb {Q} } betekent: de verzameling rationale getallen {\displaystyle \left\{{\frac {p}{q}}:p,q\in \mathbb {Z} ,q\neq 0\right\}}. |                                                                    |
| Q of ℚ                                                             | {\displaystyle \mathbb {Q} }                                                | {\displaystyle 3{,}14\in \mathbb {Q} ;\quad \pi \notin \mathbb {Q} } |                                                                    |
| R of ℝ                                                             | {\displaystyle \mathbb {R} }                                                | Reële getallen | R                                                                  |
| R of ℝ                                                             | {\displaystyle \mathbb {R} }                                                | {\displaystyle \mathbb {R} } betekent: de verzameling reële getallen die intuïtief overeenkomen met alle punten op de getallenlijn. |                                                                    |
| R of ℝ                                                             | {\displaystyle \mathbb {R} }                                                | {\displaystyle \pi \in \mathbb {R} } |                                                                    |
| C of ℂ                                                             | {\displaystyle \mathbb {C} }                                                | Complexe getallen | C                                                                  |
| C of ℂ                                                             | {\displaystyle \mathbb {C} }                                                | {\displaystyle \mathbb {C} } betekent: de verzameling complexe getallen {\displaystyle \{a+bi:a,b\in \mathbb {R} \}}. |                                                                    |
| C of ℂ                                                             | {\displaystyle \mathbb {C} }                                                | {\displaystyle i\in \mathbb {C} ;\quad 1-i\in \mathbb {C} } |                                                                    |
| Symbolen voor bewerkingen op getallen en vergelijkingsrelaties.    |                                                                             | |                                                                    |
| (HTML)                                                             | (TeX)                                                                       | Naam | Uitgesproken als                                                   |
| <                                                                  | {\displaystyle <}                                                           | Vergelijking | is kleiner dan                                                     |
| <                                                                  | {\displaystyle <}                                                           | {\displaystyle x<y} betekent: {\displaystyle x} is kleiner dan {\displaystyle y}. |                                                                    |
| <                                                                  | {\displaystyle <}                                                           | {\displaystyle -1<0}; {\displaystyle \quad x^{2}<4}, dan {\displaystyle -2<x<2} |                                                                    |
| >                                                                  | {\displaystyle >}                                                           | Vergelijking | is groter dan                                                      |
| >                                                                  | {\displaystyle >}                                                           | {\displaystyle x>y} betekent: {\displaystyle x} is groter dan {\displaystyle y}. |                                                                    |
| >                                                                  | {\displaystyle >}                                                           | {\displaystyle -1>-2}; {\displaystyle \quad x^{2}>4}, dan {\displaystyle -2<x<2} |                                                                    |
| ≤ of ≦                                                             | {\displaystyle \leq }                                                       | Vergelijking | is kleiner of gelijk                                               |
| ≤ of ≦                                                             | {\displaystyle \leq }                                                       | {\displaystyle x\leq y} betekent: {\displaystyle x} is kleiner dan of gelijk aan {\displaystyle y}. |                                                                    |
| ≤ of ≦                                                             | {\displaystyle \leq }                                                       | {\displaystyle x\leq 1}, dan {\displaystyle x<1} of {\displaystyle x=1}; {\displaystyle \sin(\alpha )\leq 1} |                                                                    |
| ≥ of ≧                                                             | {\displaystyle \geq }                                                       | Vergelijking | is groter of gelijk                                                |
| ≥ of ≧                                                             | {\displaystyle \geq }                                                       | {\displaystyle x\geq y} betekent: {\displaystyle x} is groter dan of gelijk aan {\displaystyle y}. |                                                                    |
| ≥ of ≧                                                             | {\displaystyle \geq }                                                       | {\displaystyle x\geq 0}, dan {\displaystyle x>0} of {\displaystyle x=0}; {\displaystyle \sin(\alpha )\geq -1}. |                                                                    |
| √                                                                  | {\displaystyle {\sqrt {}}}                                                  | wortel | de wortel uit ..                                                   |
| √                                                                  | {\displaystyle {\sqrt {}}}                                                  | {\displaystyle {\sqrt {x}}} betekent: het positieve getal, waarvan het kwadraat gelijk aan {\displaystyle x} is. |                                                                    |
| √                                                                  | {\displaystyle {\sqrt {}}}                                                  | {\displaystyle {\sqrt {16}}=4;\quad {\sqrt {x^{2}}}=\|x\|} |                                                                    |
| \| \|                                                              | {\displaystyle \|\|}                                                        | absolute waarde | absolute waarde van ..                                             |
| \| \|                                                              | {\displaystyle \|\|}                                                        | {\displaystyle \|x\|} betekent: de afstand van het getal {\displaystyle x} tot 0 op de getallenlijn of in het complexe vlak. |                                                                    |
| \| \|                                                              | {\displaystyle \|\|}                                                        | {\displaystyle \|-3\|=3;\quad \|a+bi\|={\sqrt {a^{2}+b^{2}}}} ({\displaystyle i} is de imaginaire eenheid voor complexe getallen). |                                                                    |
| Overige symbolen                                                   |                                                                             | |                                                                    |
| (HTML)                                                             | (TeX)                                                                       | Naam | Uitgesproken als                                                   |
| ∞                                                                  | {\displaystyle \infty }                                                     | het oneindige | oneindig                                                           |
| ∞                                                                  | {\displaystyle \infty }                                                     | Het symbool {\displaystyle \infty } stelt een fictief getal voor dat groter is dan alle reële getallen. Het wordt veel gebruikt bij grenswaarden. |                                                                    |
| ∞                                                                  | {\displaystyle \infty }                                                     | {\displaystyle \lim _{x\to \infty }{\frac {1}{x}}=0} |                                                                    |
| π                                                                  | {\displaystyle \pi }                                                        | pi | pi                                                                 |
| π                                                                  | {\displaystyle \pi }                                                        | Het getal {\displaystyle \pi } is de verhouding tussen de omtrek van een cirkel en zijn diameter. |                                                                    |
| π                                                                  | {\displaystyle \pi }                                                        | De oppervlakte van een cirkel met straal {\displaystyle r} is {\displaystyle \pi r^{2}}. |                                                                    |
| ∑                                                                  | {\displaystyle \sum }                                                       | som | De som van .. voor .. van .. tot ..                                |
| ∑                                                                  | {\displaystyle \sum }                                                       | {\displaystyle \sum _{k=1}^{n}a_{k}} wordt gelezen als "De som van {\displaystyle a_{k}} voor {\displaystyle k} van {\displaystyle 1} tot {\displaystyle n}". Dit betekent: {\displaystyle a_{1}+a_{2}+\ldots +a_{n}}. |                                                                    |
| ∑                                                                  | {\displaystyle \sum }                                                       | {\displaystyle \sum _{k=1}^{4}k^{2}=1^{2}+2^{2}+3^{2}+4^{2}=30} |                                                                    |
| ∏                                                                  | {\displaystyle \prod }                                                      | product | het product van .. voor .. van .. tot ..                           |
| ∏                                                                  | {\displaystyle \prod }                                                      | {\displaystyle \prod _{k=1}^{n}a_{k}} wordt gelezen als "Het product van {\displaystyle a_{k}} voor {\displaystyle k} van {\displaystyle 1} tot {\displaystyle n}". Dit betekent: {\displaystyle a_{1}\cdot a_{2}\cdot \ldots \cdot a_{n}}. |                                                                    |
| ∏                                                                  | {\displaystyle \prod }                                                      | {\displaystyle \prod _{k=1}^{4}(k+2)=(1+2)\cdot (2+2)\cdot (3+2)\cdot (4+2)=360} |                                                                    |
| ∫                                                                  | {\displaystyle \int {\rm {d}}x}                                             | integraal | Integraal (van .. tot ..) van .. d-..                              |
| ∫                                                                  | {\displaystyle \int {\rm {d}}x}                                             | {\displaystyle \int _{a}^{b}f(x)\,{\rm {d}}x} wordt gelezen als "De integraal van {\displaystyle a} tot {\displaystyle b} van {\displaystyle f\ x\ \mathrm {d} \ x}". Dit betekent: het oppervlak tussen {\displaystyle x}-as en de grafiek van de functie {\displaystyle f} tussen {\displaystyle x=a} en {\displaystyle x=b}, waarbij het oppervlak onder de {\displaystyle x}-as als negatief gerekend wordt. {\displaystyle \int f(x)\,{\rm {d}}x} wordt gelezen als "De integraal van {\displaystyle f\ x\ \mathrm {d} \ x}". Dit heet een (onbepaalde) integraal of primitieve (functie) van {\displaystyle f}. |                                                                    |
| ∫                                                                  | {\displaystyle \int {\rm {d}}x}                                             | {\displaystyle \int _{0}^{b}x^{2}\,{\rm {d}}x={\tfrac {1}{3}}b^{3};\quad \int x^{2}\,{\rm {d}}x={\tfrac {1}{3}}x^{3}+c} |                                                                    |

In veel formules worden de letters van het Griekse alfabet gebruikt.